# رسالة استحسان الخوض في علم الكلام
رسالة استحسان الخوض في علم الكلام وتسمى «رسالة في الرد على من ظن أن الاشتغال بالكلام بدعة» هي رسالة صغيرة من تأليف الإمام أبي الحسن الأشعري للدفاع عن علم الكلام ضد القائلين بتحريمه، وهي مع كتاب (اللمع في الرد على أهل الزيغ والبدع) تمثل الجانب العقلي عند الأشعري. وقد شكك بعض الباحثين في نسبتها إلى الإمام الأشعري منهم الدكتور عبد الرحمن بدوي في مذاهب الإسلاميين، والدكتورة فوقية حسين محمود محققة كتاب الإبانة، وأحالت على كتاب لها بعنوان «كتب منسوبة للأشعري»، لكن الرسالة مروية بالإسناد، ولها نسخة خطية، كما أن هناك تشابها في بعض العبارات مع اللمع الثابت نسبته إلى الأشعري، ولعلها هي المقصودة برسالة الحث على البحث التي ذكرها ابن عساكر في (تبيين كذب المفتري فيما نسب إلى الإمام أبي الحسن الأشعري).

## مضمون الرسالة
مضمونها الرد على من زعم أن الاشتغال بعلم الكلام والمصطلحات الحادثة بدعة لم تكن في زمن النبي ﷺ وأصحابة.

## طبعات الرسالة
- طبعت في حيدر آباد - الهند سنة 1323هـ، ومرة ثانية سنة 1344هـ، ثم طبعها على هذه الطبعة الأب مكارثي مع كتاب اللمع سنة 1952م، المطبعة الكاثوليكية (بيروت).[3]
- طبعتها دار المشاريع في بيروت - لبنان سنة 1995م، تحقيق: محمد الولي الأشعري القادري الرفاعي (أحد تلاميذ الشيخ عبد الله الهرري).
- طبعتها دار الكتب العلمية في بيروت سنة 2011م في آخر كتاب اللمع، تحقيق: محمد أمين الضناوي.[3]

## اقتباس من الكتاب
فمن حقّق عرف أن الأشاعرة هم فرسان ميادين العلم والحديث، ويكفي أن منهم أبو الحسن الباهلي، وأبو إسحاق الإسفرايني، والحافظ أبو نعيم الأصبهاني، والقاضي عبد الوهاب المالكي، والشيخ أبو محمد الجويني وابنه أبو المعالي الجويني إمام الحرمين، وأبو منصور التميمي البغدادي، والحافظ الإسماعيلي، والحافظ البيهقي، والحافظ الدارقطني، والحافظ الخطيب البغدادي، والأستاذ أبو القاسم القشيري وابنه أبو نصر، والشيخ أبو إسحاق الشيرازي، ونصر المقدسي، والفراوي، وأبو الوفاء بن عقيل الحنبلي، وقاضي القضاة الدامغاني الحنفي، وأبو الوليد الباجي المالكي، والإمام السيد أحمد الرفاعي، والحافظ أبو القاسم بن عساكر، وابن السمعاني، والحافظ السِّلَفي، والقاضي عياض، والنووي، والإمام فخر الدين الرازي، والعز بن عبد السلام، وأبو عمرو بن الحاجب المالكي، وابن دقيق العيد، والإمام علاء الدين الباجي، وقاضي القضاة تقي الدين السبكي، والحافظ العلائي، والحافظ زين الدين العراقي وابنه الحافظ ولي الدين، وخاتمة الحفاظ ابن حجر العسقلاني، وخاتمة اللغويين الحافظ مرتضى الزبيدي الحنفي، والشيخ زكريا الأنصاري، والشيخ بهاء الدين الرواس الصوفي، ومفتي مكة أحمد زيني دحلان، ومسنِد الهند ولي الله الدهلوي، ومفتي مصر الشيخ محمد عليش المالكي المشهور، وشيخ الجامع الأزهر عبد الله الشرقاوي، والشيخ المشهور أبو المحاسن القاوقجي نقطة البيكار في أسانيد المتأخرين، والشيخ حسين الجسر الطرابلسي صاحب "الرسالة" و"الحصون"، وشافعي العصر رفاعي الأوان الشيخ الفقيه المحدث الأصولي عبد الله الهرري وغيرهم من أئمة الدين كثير لا يحصيهم إلا الله.
ومنهم الوزير المشهور نظام الملك، والسلطان العادل العالم المجاهد صلاح الدين الأيوبي جزاه عن المسلمين الخير فإنّه أمر أن تذاع أصول العقيدة على حسب عبارات الأشعري على المنابر بعد أذان الفجر وأن تُعلّم المنظومة التي ألفها له ابن هبة الله المكي للأطفال في الكتاتيب. ومنهم الملك الكامل الأيوبي، والسلطان الأشرف خليل بن المنصور سيف الدين قلاوون، بل وكل سلاطين المماليك.

## محتوى الكتاب
- مقدمة
- ترجمة المؤلف
- حديث مسلسل بالأشاعرة
- بيان أهمية علم التوحيد
- نسخة الرسالة وإسنادها
- رسالة استحسان الخوض في علم الكلام